# Моржаедова, Наталья Николаевна
Наталья Николаевна Моржаедова (род. 17 октября 1978, Нижний Тагил, Свердловская область) — советская и российская шашистка, международный гроссмейстер (с 1997 года). Чемпионка мира 1996 года в юниорских соревнованиях по русским шашкам, проходящих под эгидой ФМЖД, призёр чемпионатов России среди женщин.

## Биография
Наталья — уроженка Нижнего Тагила (Свердловская область). Мать — Татьяна Николаевна Казакова — чемпионка России по стоклеточным шашкам — и бабушка Екатерина Семеновна Моржаедова привили дочери любовь к этому виду спорта и научили основам стратегии игры. Мама стала для Натальи главным тренером. Девочка познакомилась с шашками в 3 года. В юности Наталья занималась в нижнетагильской спортивной школе «Стратегия» и участвовала в соревнованиях и турнирах в России и заграницей. Позже стала инструктором по шашкам в этой школе.

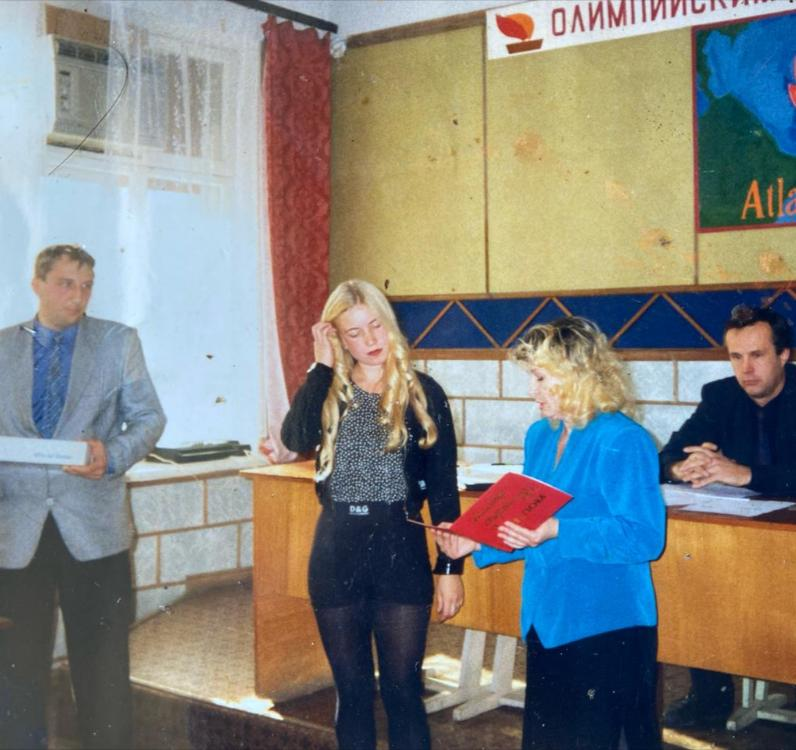
Поздравление с новым званием Международного гроссмейстера, 1997

Свою первую медаль на юниорском Чемпионате России по русским шашкам Наташа получила в 12 лет. Далее трижды становилась призёром Чемпионатов России по русским шашкам (проходящих под эгидой Федерации шашек России (ФШР)). В 1996 году выиграла Чемпионат мира по этому виду спорта среди девушек (проходящий в Тирасполе под эгидой ФМЖД). В 19 лет (1997 год) Наталье было присвоено звание международного гроссмейстера.
Наталья замужем, имеет двух дочерей Миланью и Стефанию, которые продолжают спортивную династию: играют в русские шашки и участвуют в соревнованиях.
В 2004 году в Нижнем Тагиле прошли соревнования на Кубок гроссмейстера Натальи Моржаедовой «Олимпийские надежды».